# El petó de Judes
El petó de Judes (títol original en anglès Judas Kiss) és una pel·lícula estatunidenca dirigida per Sebastian Gutierrez estrenada l'any 1998. Ha estat doblada al català.

## Argument
Dos amants, la parella formada per Junior i Cessar, al costat del ionqui Lizard i un pistoler, decideixen fer servir els seus trucs per un gran cop, segrestant el geni informàtic d'una gran firma. Però res no passa com estava previst: en particular, una dona que baixa l'escala en un mal moment és morta. A més, la dona resulta ser l'esposa d'un poderós senador. El cas és encarregat tant a la policia local com a l'FBI, la qual cosa provoca la trobada entre el detectiu Friedman i l'agent Sadie

## Repartiment
- Carla Gugino: Coco Chavez
- Simon Baker: Junior Armstrong
- Emma Thompson: l'agent Sadie Hawkins de l'FBI
- Alan Rickman: l'inspector David Friedman
- Gil Bellows: Lizard Brown ing
- Til Schweiger: Ruben Rubenbauer
- Hal Holbrook: el senador Rupert Hornbeck
- Beverly Penberthy: Patty Hornbeck
- Philip Baker Hall: Pobby Malavero
- Joey Slotnick: Walters
- Greg Wise: Ben Dyson
- Lisa Eichhorn: Mary-Ellen Floyd
- Beverly Hotsprings: Space Vixen
- Yvette Lera: el capità Desiree
- Roscoe Lee Browne: el cap Bleeker
- Jack Conley: l'inspector Matty Grimes
- Susan Chesler: Lee Ann
- Richard Riehle: el guàrdia de seguretat

## Premis i nominacions
- Premi de la crítica al Festival de cinema policíac de Cognac l'any 1999, en favor de Sebastian Gutierrez
- Nominat al festival de cinema de París l'any 1999 al Gran Premi a favor de Sebastian Gutierrez

## Crítica
- Segons la revista Time, el thriller de l'any, barreja del sexe i morbositat d'Instint Bàsic i l'atmosfera de Seven.[3]
- «Els personatges d'Emma i Alan no tenen desaprofitament, els seus diàlegs són el millor d'un film que està molt bé»[4]